# يلو فليكر بيت
يلو فليكر بيت (بالإنجليزية: Yellow Flicker Beat)‏؛ هي أغنية للفنانة النيوزلندية لورد، صدرت في 29 سبتمبر 2014، وكانت ضمن مجموعة أغاني ألبوم الموسيقى التصويرية لمباريات الجوع: الطائر المقلد - الجزء الأول.